# Sasman n.º 336
Sasman n.º 336 es un municipio rural canadiense situado en la provincia de Saskatchewan.

## Superficie
Sasman n.º 336 tiene una superficie de 984,26 km².

## Demografía
En 2021, tenía 813 habitantes, una densidad poblacional de 0,8 hab./km², y 607 viviendas.